# Lymeon tinctipennis
Lymeon tinctipennis là một loài tò vò trong họ Ichneumonidae.